# درو بروتون
درو أوليفر بروتون (من مواليد 25 أكتوبر 1978) هو لاعب كرة قدم إنجليزي سابق، شارك في أكثر من 540 مباراة مع 21 ناديًا مختلفًا، وسجل 116 هدفًا، في مسيرة امتدت لـ 17 عامًا.

## روابط خارجية
- درو بروتون على موقع قاعدة بيانات كرة القدم.إي يو (الإنجليزية)
- درو بروتون على موقع Soccerbase.com (لاعب) (الإنجليزية)